# Skandan
Skandan je kratka pripovedka, ki je izšla v zbirki zgodb Zgodbe o Štrpedu iz Materskega podolja, Podgorskega Krasa in Čičarije. Po pripovedovanju jih je zbral in zapisal Pavel Medvešček, grafik, slikar, oblikovalec, publicist in zbiralec ljudske dediščine.
Pripovedko Skandan je zapisal po pripovedovanju Marije Gojak leta 1960.

## Vsebina
Skandan je bil priden in zelo delaven mladenič. Hotel je prevzeti očetovo kmetijo in gospodariti.
Imel je že izbrano deklino, ki pa se je nekega dne odločila, da ga noče imeti in se je odselila v mesto. Skandan je bil zelo prizadet in iz obupa se je odločil, da si vzame življenje. Skočil je v brezno, a ga je v zadnjem hipu rešil Štrped, zaustavil ga je in ga rahlo spustil na tla. Šele takrat je mladenič sprevidel, da bi s smrtjo samo prizadel starše. Štrped mu je naročil, naj na poti domov pogleda v prvi kal, ki ga bo videl. Na gladini vode bo videl dekle, stopi naj k njej, jo ogovori, saj je to deklič, ki ga čaka in ljubi.
Skandan je storil tako, kot mu je Štrped naročil, in prav kmalu se je z dekletom poročil. Ljubila in spoštovala sta se do smrti.